# Offline (ICT)

Offline

Offline is Engels voor het niet verbonden zijn met het internet en is de tegenhanger van online (verbonden zijn met het internet). Deze term wordt veel gebruikt in communicatieprogramma's zoals MSN, ICQ en mIRC.
Ook in computerspellen is dit een bekend woord. Heel veel computerspellen hebben een multiplayer-spelmodus, waar men online tegen anderen kan spelen. Als men offline speelt (soms singleplayer genoemd) dan speelt men tegen computergestuurde tegenstanders (bots) of tegen elkaar.